# شکارچیان (فیلم ۱۹۵۸)
«شکارچیان» (انگلیسی: The Hunters) یک فیلم جنگی و اقتباسی از رمان شکارچیان نوشتهٔ جیمز سالتر است. فیلم به کارگردانی دیک پاول است که در سال ۱۹۵۸ منتشر شد. رابرت میچام، و رابرت واگنر در نقش دو خلبان جنگنده نیروی هوایی ایالات متحده آمریکا در طول جنگ کره در آن به ایفای نقش می‌پردازند.

## بازیگران
- رابرت میچام
- رابرت واگنر
- می بریت
- جان گابریل
- لی فیلیپس
- استیسی هریس